# Cutting Motor Car Company

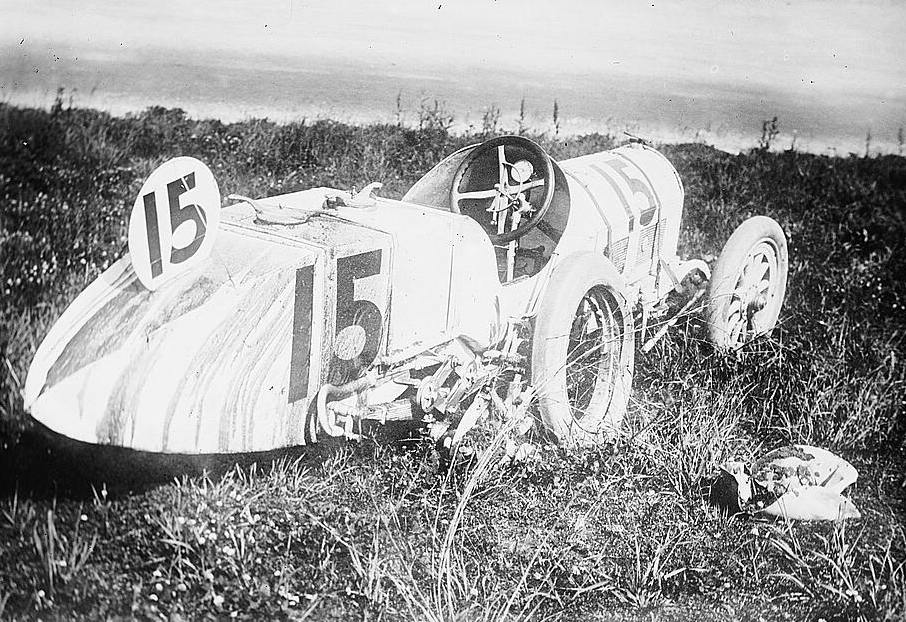
Bob Burmans Auto nach einem Unfall bei den Indianapolis 500 von 1912.

Cutting Motor Car Company, vorher Clarke-Carter Automobile Company, war ein US-amerikanischer Hersteller von Automobilen.

## Unternehmensgeschichte
Horatio E. Clarke und Wedworth W. Carter gründeten 1909 die Clarke-Carter Automobile Company in Jackson in Michigan. Clarke wurde Präsident, Carter Sekretär und Schatzmeister. Charles Cutting war der Konstrukteur. Sie begannen im gleichen Jahr mit der Produktion von Automobilen. Der Markenname lautete Cutting. Das Unternehmen war unterfinanziert. 1913 folgte die Umbenennung in Cutting Motor Car Company. Im Oktober 1913 wurde alles verkauft.
Käufer war L. C. Erbes, der noch 300 Fahrzeuge an Kunden in Iowa verkaufte und später als L. C. Erbes selber Fahrzeuge herstellte.

## Fahrzeuge
Alle Fahrzeuge hatten Vierzylindermotoren, die von Milwaukee, Model und der Wisconsin Motor Manufacturing Company kamen.
1910 war das Model A-40 das einzige Modell. Der Motor leistete 40 PS. Der Radstand betrug 295 cm. Aufbauten als Tourabout und Tourenwagen standen zur Wahl.
1911 sah eine wesentliche Vergrößerung des Sortiments. Das Model A-30 hatte einen Motor mit 32 PS Leistung und war als Roadster karosseriert. Der Tourenwagen Model B-40 hatte einen 35-PS-Motor. 40 PS leistete der Motor im Tourenwagen Model C-40, im Fore-Door-Tourenwagen Model D-50 und im Torpedo Model E-50. Gemeinsamkeit dieser fünf Modelle war der Radstand von 295 cm. Daneben gab es zwei größere und stärkere Modelle, die ein Fahrgestell mit 310 cm Radstand und einen Motor mit 60 PS Leistung hatten. Dies waren das Model F-60 als Tourenwagen und das Model G-60 als Torpedo-Tourenwagen, beide mit sieben Sitzen.
1912 gab es vier Modelle mit dem altbekannten Radstand von 295 cm. Model A-30 als Torpedo-Roadster, Model D-35 als Fore-Door-Tourenwagen und Model T-35 als Torpedo-Tourenwagen hatten einen 30-PS-Motor, während der Motor im Fore-Door-Tourenwagen Model D-40 10 PS mehr leistete. Die beiden größeren Modelle hatten einen Motor mit 50 PS Leistung sowie wahlweise 315 oder 320 cm Radstand. Beides waren Torpedo-Tourenwagen. Das Model F-60 hatte sieben Sitze und das Model T-55 fünf Sitze.
Im letzten Jahr 1913 wurde das Sortiment auf zwei Modelle reduziert. Sie hatten einen Motor mit 40 PS Leistung und ein Fahrgestell mit 305 cm Radstand. Model A-40 war ein zweisitziger Runabout und Model B-40 ein fünfsitziger Tourenwagen.

## Modellübersicht
| Jahr | Modell     | Zylinder | Leistung (PS) | Radstand (cm) | Aufbau                       |
| ---- | ---------- | -------- | ------------- | ------------- | ---------------------------- |
| 1910 | Model A-40 | 4        | 40            | 295           | Tourabout, Tourenwagen       |
| 1911 | Model A-30 | 4        | 32            | 295           | Roadster                     |
| 1911 | Model B-40 | 4        | 35            | 295           | Tourenwagen                  |
| 1911 | Model C-50 | 4        | 40            | 295           | Tourenwagen                  |
| 1911 | Model D-50 | 4        | 40            | 295           | Fore-Door Tourenwagen        |
| 1911 | Model E-50 | 4        | 40            | 295           | Torpedo                      |
| 1911 | Model F-60 | 4        | 60            | 310           | Tourenwagen 7-sitzig         |
| 1911 | Model G-60 | 4        | 60            | 310           | Torpedo-Tourenwagen 7-sitzig |
| 1912 | Model A-30 | 4        | 30            | 295           | Torpedo-Roadster             |
| 1912 | Model D-35 | 4        | 30            | 295           | Fore-Door Tourenwagen        |
| 1912 | Model D-40 | 4        | 40            | 295           | Fore-Door Tourenwagen        |
| 1912 | Model F-60 | 4        | 50            | 315 und 320   | Torpedo-Tourenwagen 7-sitzig |
| 1912 | Model T-35 | 4        | 30            | 295           | Torpedo-Tourenwagen          |
| 1912 | Model T-55 | 4        | 50            | 315 und 320   | Torpedo-Tourenwagen 5-sitzig |
| 1913 | Model A-40 | 4        | 40            | 305           | Torpedo-Runabout 2-sitzig    |
| 1913 | Model B-40 | 4        | 40            | 305           | Tourenwagen 5-sitzig         |

## Autorennen
1912 wurde mindestens ein Fahrzeug beim Rennen Indianapolis 500 eingesetzt.